# Porphyrinia quinquelinealis
Porphyrinia quinquelinealis là một loài bướm đêm trong họ Noctuidae.